# Казуки Такахаши
Казуо Такахаши (јап. 高橋 一雅; Токио, 4. октобар 1961 — Наго, 4. јул 2022), познат као Казуки Такахаши (јап. 高橋 和希), је био јапански цртач манга стрипова, најпознатији по делу Yu-Gi-Oh!.

## Каријера
Своју цртачку каријеру започео је 1982. са стрипом Tokio no Taka. Неколико година касније, 1990, објавио је мангу Tennenshoku Danji Buray. Трајала је до 1992. године, са укупно два тома. Године 1996. је почео да ради на свом најпознатијем стрипу и анимираној серији Yu-Gi-Oh!. Године 2013. објавио је једнократну причу Drump. Године 2018. објавио је мангу .

## Смрт
Шестог јула 2022. године, Такахашијево тело је нађено на обалама града Наго у Окинави. Носио је опрему за роњење. Јапанска обалска стража је спровела истрагу и утврдила да се Такахаши вероватно утопио, уз то да су на телу нађени угризи ајкуле. Претпостављало се да је умро 4. јула у подне. Амерички војни часопис Stars and Stripes је 11. октобра 2022. године потврдио да је Такахаши погинуо 4. јула, додајући да се утопио покушавајући да спаси троје људи.

## Дела
- (ING!ラブボール) (1981; једнократна прича објављена у Шогакукановој ревији )
- (剛Q超児イッキマン) (1986; серијализовано у Коданшиној ревији )
- (闘輝王の鷹) (1990; једнократна прича објављена у Шуеишиној ревији )
- (天然色男児) (1991–1992; серијализовано у Шуеишиној ревији )
- (遊☆戯☆王) (1996–2004; серијализовано у Шуеишиној ревији )
- (2013; једнократна прича објављена у Шуеишиној ревији )
- (2018; серијализовано у Шуеишиној ревији )
- (2019; објављено у Шуеишиној дигиталној ревији )